# Großer Möseler
Der Große Möseler (italienisch Grande Mèsule) ist mit 3480 m ü. A.  der zweithöchste Berg der Zillertaler Alpen nach dem Hochfeiler (3509 m). Er liegt im Zillertaler Hauptkamm, der hier die Staatsgrenze zwischen dem österreichischen Bundesland Tirol und der italienischen Autonomen Provinz Südtirol bildet. Er ist durch seine Masse der beherrschende Berg des Gebietes. Von Nordwesten aus betrachtet erscheint er als firnbedeckter Dom, von Nordosten als ebenmäßig geformter Felskegel. Der Berg ist vom Furtschaglhaus aus leicht erreichbar und wird daher oft begangen. Die Erstbesteigung fand am 16. Juni 1865 durch George Henry Fox, Douglas William Freshfield und Francis Fox Tuckett mit den Bergführern François Devouassoud aus Chamonix und Peter Michel aus Grindelwald sowie zwei namentlich nicht bekannten Trägern statt.

## Umgebung

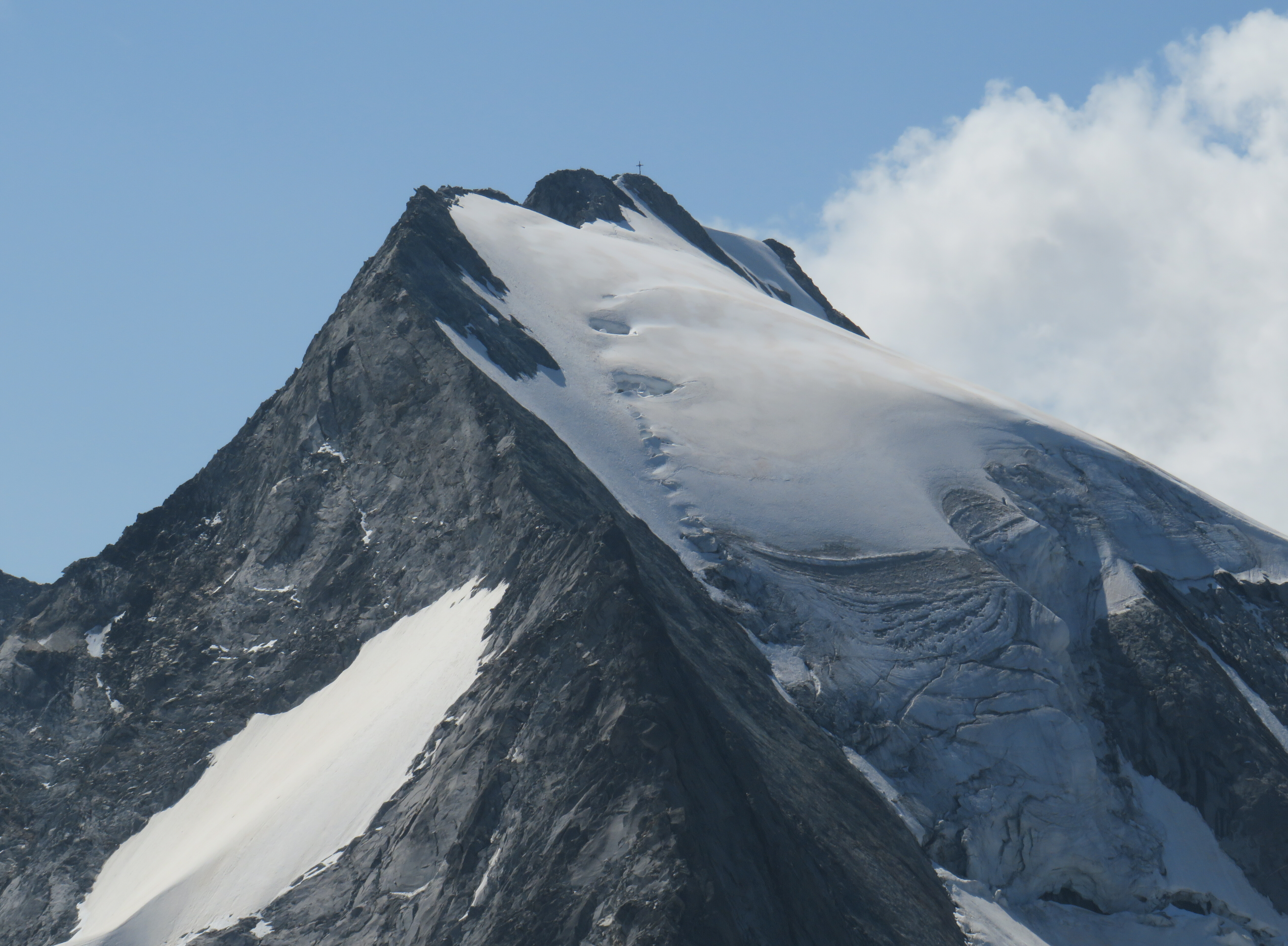
Gipfelaufbau des Großen Möseler von Norden mit Furtschaglkees

Der Große Möseler ist Bestandteil des Zillertaler Hauptkamms, einer dominierenden Bergkette von über 3000 Meter hohen Gipfeln. Im weiteren Verlauf des Hauptkamms sind benachbarte Berge im Südwesten, getrennt durch die Westliche Möselerscharte, der Nebengipfel Möselekopf mit einer Höhe von 3390 m, und in der Folge der Hohe Weißzint mit 3371 m Höhe; Richtung Osten folgen, getrennt durch die auf 3240 m Höhe gelegene Östliche Möselerscharte, die 3304 m hohe Rossruggspitze und der Turnerkamp mit 3420 m Höhe. Gegen Norden löst sich am Möseler vom Hauptkamm der Greinerkamm, der den Schlegeisgrund und den Zemmgrund voneinander trennt und in dessen Verlauf die 3190 m hohe Furtschaglspitze den nächsten Gipfelpunkt darstellt. Richtung Süden fällt der Bergstock ins Lappachtal ab. Der Möseler ist umgeben von den Gletschergebieten Schlegeiskees und Furtschaglkees im Westen, Waxeggkees im Norden und dem Westlichen und Östlichen Nevesferner im Süden.

## Besteigungsgeschichte

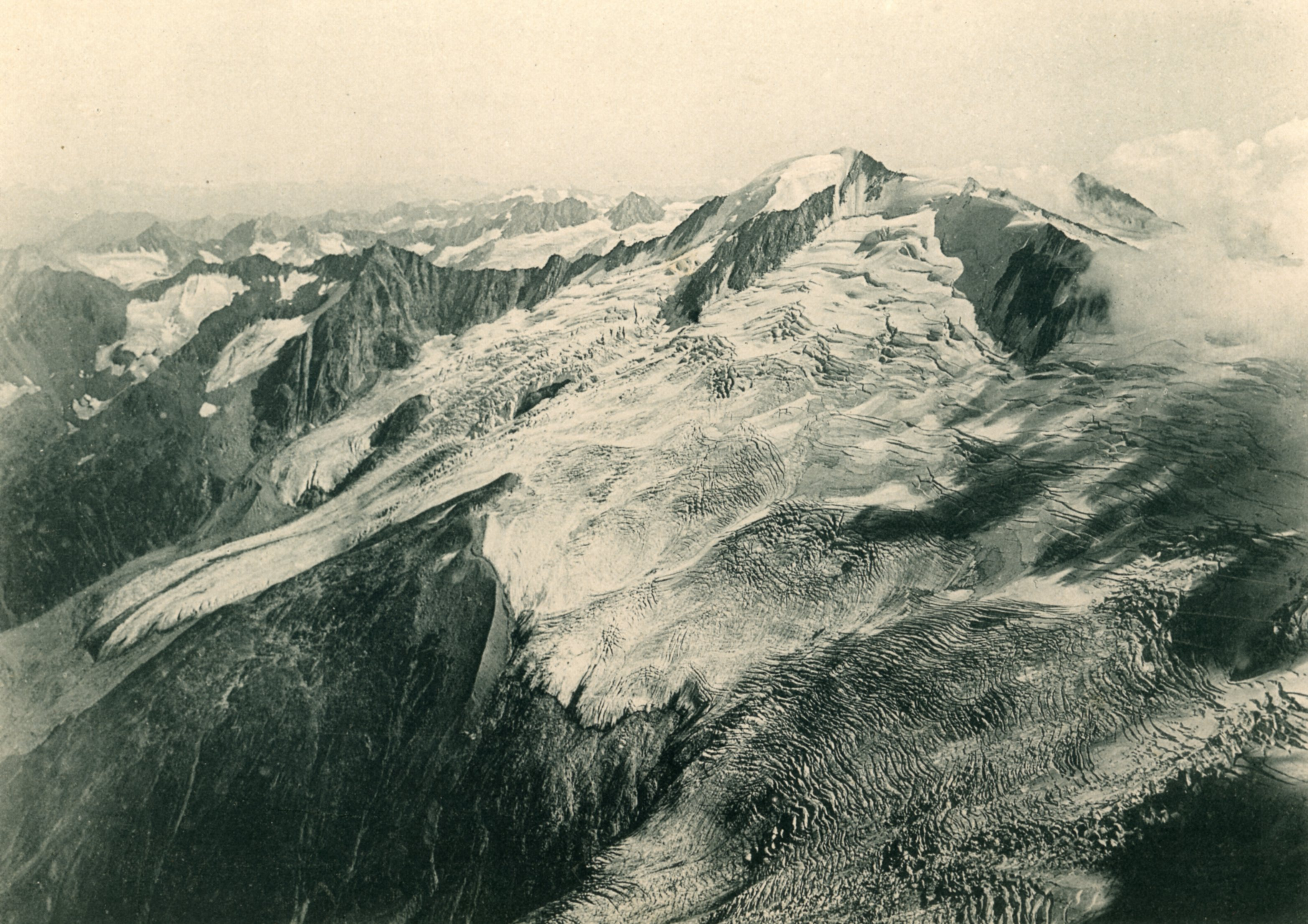
Historische Aufnahme, etwa 1890

In der ersten Hälfte des 19. Jahrhunderts war man der Ansicht, dass der Schwarzenstein der höchste Berg der Zillertaler Alpen sei. Als der österreichische Alpenforscher und Geograf Anton von Ruthner 1858 jedoch auf dem Gipfel dieses Berges stand, wurde ihm klar, dass der westlich gelegene, von ihm Schneeberg genannte Möseler deutlich höher sein musste. Am 12. August 1863 versuchte von Ruthner mit zwei Bergführern aus Breitlahner im Zemmgrund eine Besteigung des Möselers, gelangte aber in dichtem Nebel nur bis zum Nevesattel, den man zunächst für den Möseler hielt. Als sich später der Nebel lichtete, erkannte man den Fehler.  Allerdings waren sie nicht die Ersten auf diesem schon seit langem benutzten Wegübergang. Erst die Tour der Engländer um Francis Fox Tuckett, ihren Schweizer Bergführern und einheimischen Trägern, am 16. Juni 1865 führte zum Erfolg. Man begann die Tour im Südtiroler Lappach im Lappachtal (heute Teil der Gemeinde Mühlwald) um vier Uhr morgens und ging in nördlicher Richtung bis zum Östlichen Nevesferner. Nach der Überquerung des Gletschers erreichte man bei Nebel den Südgrat des Möselers, gelangte allerdings nur auf den südlichen Vorgipfel, den deutlich niedrigeren Möselekopf. Als sich der Nebel hob, erkannte man, dass der Hauptgipfel noch nicht erreicht war, im Nordosten erschien der höchste Punkt als breiter Felsgipfel. Über den vereisten Südgrat gelangte man schließlich nach zweieinhalb weiteren Stunden um 12:30 Uhr auf den Großen Möseler. Im aufklarenden Wetter erkannte Tuckett allerdings nun, dass auch der mühsam bezwungene Große Möseler nicht der höchste Berg der Zillertaler Alpen war. Im Westen ragte eine Eisspitze höher empor. Eine Winkelmessung brachte die unwillkommene Gewissheit: Diese Eisspitze, später Hochfeiler genannt, musste der lang gesuchte höchste Punkt sein. Der Abstieg der Gruppe führte Richtung Norden zum Schlegeistal hinunter, um 21 Uhr erreichten sie die Almhütten bei Breitlahner.

## Stützpunkte und Routen
Der heutige Normalweg von Nordtirol führt von Westen in einer kombinierten Eis- und Felstour (Hochtour) in vier Stunden vom Furtschaglhaus (2293 m) über das spaltenreiche Schlegeiskees und den Westgrat zum Gipfel (laut Literatur am vereisten Gipfelgrat oft unterschätzt und problematisch). Alpine Erfahrung und Ausrüstung für Gletscherbegehungen sind erforderlich. Nach dem Gletscherübertritt erfolgt die Begehung durch eine Firnrinne, in späteren Sommermonaten weicht der Anstieg links der Rinne in Blockgelände aus.
Der Normalweg von Südtirol, der im Sommer meist eisfrei ist, führt in ebenfalls vier Stunden von der Chemnitzer Hütte (2419 m) über den Neveser Höhenweg und die ausgeprägte, westliche Moräne des Östlichen Nevesferners in ein Kar südöstlich des Gipfels und über die Scharte zwischen Großem und Kleinem Möseler zum Ostgrat. Die Moräne ist über das andere Ende des Neveser Höhenwegs von der Edelrauthütte (2545 m) ebenfalls erreichbar. Außerdem ist ein Abstieg zur Berliner Hütte möglich. Dieser Abstieg ist zunächst identisch zur Südtiroler Route, führt dann jedoch nach erstem steilen Blockgelände über den Östlichen Nevesferner und die Östliche Möselerscharte auf den spaltenreichen Waxeggkees und dann auf den Berliner Höhenweg.

## Name
Der Namensbestandteil Möseler ist eine Verhochdeutschung des Dialektworts Messila mit der Bedeutung „kleines Hochmoor“. Der Bergname ist somit von einem am Bergfuß befindlichen Gelände aufgewandert.